# NGC 1627
NGC 1627 je galaksija u zviježđu Eridanu.

## Vanjske poveznice
- SEDS: NGC 1627